# Keith Bullen
Pour les articles homonymes, voir Bullen.
Keith Edward Bullen, né le 29 juin 1906 à Auckland en Nouvelle-Zélande et décédé le 23 septembre 1976 en Australie, est un géophysicien britannique.

## Biographie
Après des études de mathématiques au St John's College de l'université de Cambridge en Angleterre, Keith Bullen entamait une carrière de sismologue en collaboration avec Harold Jeffreys. Ensemble ils publièrent, en 1935, les célèbres tables des temps de parcours des ondes sismiques qui portent leurs noms (tables de Jeffreys-Bullen) et qui ont servi de référence aux sismologues et aux géophysiciens pendant un demi-siècle. Bullen est aussi et surtout connu pour avoir été le premier (à partir de 1936) à construire des modèles terrestres réalistes (modèle Bullen-A, modèle Bullen-B, et dérivés) et, grâce à ces modèles, à fournir une interprétation mécanique de la structure terrestre profonde (manteau et noyau) en indiquant ses principales subdivisions, et à suggérer des éléments de réponse sur leur constitution physico-chimique.
Bullen fut professeur de mathématiques appliquées à l'université de Sydney (Australie) de 1945 jusqu'à sa retraite en 1971. Il a reçu en 1949 la médaille Lyle de l'Académie des sciences australienne et en 1961 la médaille William-Bowie décerné par l'Union américaine de géophysique.
Il est l'un des 24 membres fondateurs de l'Académie des sciences australienne, créée en 1954.

## Œuvres sélectionnées
- H. Jeffreys & K.E. Bullen (1935). Times of transmission of earthquake waves, Bureau Central Séismologique International A, Fasc. 11, 202 pp.
- K.E. Bullen (1940). The problem of the Earth's density variation, Bulletin of the Seismological Society of America, vol. 30, 235–250. [Cet article fournit, pour l'essentiel, le modèle de Terre Bullen-A.]
- K.E. Bullen (1942). The density variation of the Earth's central core, Bulletin of the Seismological Society of America, vol. 32, 19–29. [Cet article précise la structure du modèle de Terre Bullen-A dans la graine.]
- K.E. Bullen (1950). An Earth model based on a compressibility-pressure hypothesis, Monthly Notices of the Royal Astronomical Society, Geophysical Supplement, vol. 6, 50–59. [Cet article fournit le modèle de Terre Bullen-B basé sur l'hypothèse qu'à des pressions dépassant environ un demi-million d'atmosphères, le module de compression et sa dérivée par rapport à la pression sont des fonctions continues qui ne dépendent plus du matériau envisagé, silicate ou fer.]
- K.E. Bullen (1955). Features of seismic pP and PP rays, Monthly Notices of the Royal Astronomical Society, Geophysical Supplement, vol. 7, 49–59.
- K.E. Bullen (1961). Seismic ray theory, Geophysical Journal of the Royal Astronomical Society, vol. 4, 93–105.
- K.E. Bullen (1963). An index of degree of chemical inhomogeneity in the Earth, Geophysical Journal of the Royal Astronomical Society, vol. 7, 584–592. [Cet article définit le paramètre d'inhomogénéité qu'on appelle souvent maintenant le facteur de Bullen, bien qu'il ait été introduit dès 1952 par F. Birch.]
- K.E. Bullen (1963). An Introduction to the Theory of Seismology (3e édition), Cambridge University Press, Cambridge.  (ISBN 0-521-04367-0). [La première édition de cet ouvrage date de 1947, la deuxième de 1953 ; une quatrième édition posthume, entièrement revue et augmentée par B.A. Bolt, est parue en 1985.  (ISBN 0-521-23980-X).]
- R.A.W. Haddon & K.E. Bullen (1969). An earth model incorporating free Earth oscillation data, Physics of the Earth and Planetary Interiors, vol. 8, 211-234.
- K.E. Bullen (1975). The Earth's Density, Chapman & Hall, Londres.  (ISBN 0-412-10860-7).
- Keith Bullen (1973) "Knott, Cargill Gilston" in Dictionary of Scientific Biography.